# Liu Csien-je
Liu Csien-je (Liu Jianye) (egyszerűsített kínai írással: 刘建业; Senjang (Shenyang), 1987. június 17. –) kínai labdarúgó.

## Pályafutása

### Klubcsapatokban
2005-ös szezontól kezdődött felnőtt labdarúgó pályafutása a Shenyang Ginde csapatában, ahol 2005. április 30-án, a Csungking Lifan ellen 1–0-ra megnyert mérkőzésen debütált. Az idény során 19 bajnoki mérkőzésen lépett pályára, és első gólját a Sanghaj Senhua elleni 6–1-es vereség alkalmával szerezte. A következő szezonban pozíciója a csapatban stabilizálódott, és nagy részt vállalt abban, hogy a 2006-os bajnoki szezonban csapatával elkerüljék a kiesést. A 2007-es bajnoki szezon kezdetén csapata Csangsa városába költözött, és átnevezte magát Changsha Ginde-re. A következő pár idényben csapatával folyamatosan a kiesés ellen küzdött, majd a 2010-es szezon végén kiesett a másodosztályba.
Annak ellenére, hogy Changsha-val kiesett, bekerült a kínai válogatottba, és 2010 decemberében átigazolt a Kínai Szuperligában szereplő Csiangszu Szuning csapatához meg nem nevezett összegért. A 2011-es szezonban megkapta a csapatkapitánya karszalagot, és a klub hátvédsorának meghatározó tagjává vált.
2019. február 25-én a Kínai másodosztályban szereplő Guangdong South China Tiger csapatához került kölcsönbe a 2019-es szezonra.
2023. január 15-én bejelentette, hogy visszavonul a profi labdarúgástól.

### A válogatottban
2009. július 18-án debütált a kínai válogatottban a Palesztina ellen 3–1-re megnyert barátságos mérkőzésen. 2010-ben megnyerte a kelet-ázsiai labdarúgó-bajnokságot, majd 2010 decemberében meghívót kapott a válogatottba a 2011-es Ázsia-kupára.

## Statisztika

### Klubcsapatokban
2024. április 12-i állapot szerint.
| Klub                                  | Szezon           | Bajnokság          | Bajnokság | Bajnokság | Kupa  | Kupa  | Ligakupa | Ligakupa | Nemzetközi | Nemzetközi | Egyéb | Egyéb | Összes | Összes |
| Klub                                  | Szezon           | Liga               | Mérk.     | Gólok     | Mérk. | Gólok | Mérk.    | Gólok    | Mérk.      | Gólok      | Mérk. | Gólok | Mérk.  | Gólok  |
| ------------------------------------- | ---------------- | ------------------ | --------- | --------- | ----- | ----- | -------- | -------- | ---------- | ---------- | ----- | ----- | ------ | ------ |
| Changsha Ginde                        | 2005             | Kínai Szuperliga   | 19        | 2         |       | 0     |          | 0        | -          | -          | -     | -     | 19     | 2      |
| Changsha Ginde                        | 2006             | Kínai Szuperliga   | 25        | 2         | 1     | 0     | -        | -        | -          | -          | -     | -     | 26     | 2      |
| Changsha Ginde                        | 2007             | Kínai Szuperliga   | 26        | 2         | -     | -     | -        | -        | -          | -          | -     | -     | 26     | 2      |
| Changsha Ginde                        | 2008             | Kínai Szuperliga   | 26        | 2         | -     | -     | -        | -        | -          | -          | -     | -     | 26     | 2      |
| Changsha Ginde                        | 2009             | Kínai Szuperliga   | 29        | 3         | -     | -     | -        | -        | -          | -          | -     | -     | 29     | 3      |
| Changsha Ginde                        | 2010             | Kínai Szuperliga   | 27        | 3         | -     | -     | -        | -        | -          | -          | -     | -     | 27     | 3      |
| Changsha Ginde                        | Összesen         | Összesen           | 152       | 14        | 1     | 0     | 0        | 0        | 0          | 0          | 0     | 0     | 153    | 14     |
| Csiangszu Szuning                     | 2011             | Kínai Szuperliga   | 28        | 0         | 0     | 0     | -        | -        | -          | -          | -     | -     | 28     | 0      |
| Csiangszu Szuning                     | 2012             | Kínai Szuperliga   | 28        | 0         | 1     | 0     | -        | -        | -          | -          | -     | -     | 29     | 0      |
| Csiangszu Szuning                     | 2013             | Kínai Szuperliga   | 28        | 1         | 2     | 1     | -        | -        | 6          | 1          | 1     | 0     | 37     | 3      |
| Csiangszu Szuning                     | 2014             | Kínai Szuperliga   | 29        | 1         | 7     | 0     | -        | -        | -          | -          | -     | -     | 36     | 1      |
| Csiangszu Szuning                     | 2015             | Kínai Szuperliga   | 25        | 0         | 5     | 0     | -        | -        | -          | -          | -     | -     | 30     | 0      |
| Csiangszu Szuning                     | 2016             | Kínai Szuperliga   | 19        | 0         | 5     | 0     | -        | -        | 4          | 0          | 0     | 0     | 28     | 0      |
| Csiangszu Szuning                     | 2017             | Kínai Szuperliga   | 17        | 0         | 3     | 0     | -        | -        | 6          | 0          | 0     | 0     | 26     | 0      |
| Csiangszu Szuning                     | 2018             | Kínai Szuperliga   | 3         | 0         | 1     | 0     | -        | -        | -          | -          | -     | -     | 4      | 0      |
| Csiangszu Szuning                     | Összesen         | Összesen           | 177       | 2         | 24    | 1     | 0        | 0        | 16         | 1          | 1     | 0     | 218    | 4      |
| Kuangtung South China Tiger (kölcsön) | 2019             | Kínai másodosztály | 27        | 0         | 0     | 0     | -        | -        | -          | -          | -     | -     | 27     | 0      |
| Taizhou Yuanda (kölcsön)              | 2020             | Kínai másodosztály | 11        | 0         | 0     | 0     | -        | -        | -          | -          | -     | -     | 11     | 0      |
| Karrier összesen                      | Karrier összesen | Karrier összesen   | 367       | 16        | 25    | 1     | 0        | 0        | 16         | 1          | 1     | 0     | 409    | 18     |

Jegyzetek
1. 1 2 3  Mérkőzése(i) a Kínai Szuperkupában

### A válogatottban
| Kína     | Kína  | Kína  |
| Év       | Mérk. | Gólok |
| -------- | ----- | ----- |
| 2009     | 6     | 0     |
| 2010     | 6     | 0     |
| 2011     | 12    | 0     |
| 2012     | 8     | 0     |
| 2013     | 7     | 0     |
| 2014     | 5     | 0     |
| 2015     | 6     | 0     |
| Összesen | 50    | 0     |

## Sikerei, díjai

### Klubcsapatokban
Csiangszu Szuning
- Kínai szuperkupa-győztes: 2013
- Kínai kupagyőztes: 2015[12]

### A válogatottban
Kína
- Kelet-ázsiai labdarúgó-bajnokság-győztes: 2010[10]

## Fordítás
- Ez a szócikk részben vagy egészben  a   Liu Jianye című angol Wikipédia-szócikk fordításán alapul.  Az eredeti cikk szerkesztőit annak laptörténete sorolja fel. Ez a jelzés csupán a megfogalmazás eredetét és a szerzői jogokat jelzi, nem szolgál a cikkben szereplő információk forrásmegjelöléseként.